# く・せ・に・な・る
『く・せ・に・な・る』は 1996年4月12日に発売された郷ひろみ71作目のシングル。

## 解説
『く・せ・に・な・る』は朝日生命のCMソング。
『甘い束縛』はEVANCEのCMソング。
72作目のシングル『Don't leave you alone』と同日発売された。

## 収録曲
全曲　作詞:夏目純／作曲:横山輝一
1. く・せ・に・な・る
  - 編曲:CHOKKAKU
2. 甘い束縛
  - 編曲:林有三／横山輝一
3. く・せ・に・な・る（オリジナル・カラオケ）
4. 甘い束縛（オリジナル・カラオケ）